# موزس برینگز پلنتی
موزس برینگز پلنتی (انگلیسی: Moses Brings Plenty؛ زادهٔ ۴ سپتامبر ۱۹۶۹) بازیگر اهل ایالات متحده آمریکا است.
از فیلم‌ها یا برنامه‌های تلویزیونی که وی در آن نقش داشته‌است، می‌توان به یلواستون، پرنده ارباب خوب، جهنم متحرک، هیدالگو و تندردل اشاره کرد.